# Élection gouvernorale dans le kraï de Transbaïkalie de 2024
L'élection gouvernorale dans le kraï de Transbaïkalie de 2024 a lieu le 8 septembre 2024 lors des infranationales russes afin d'élire le gouverneur du kraï de Transbaïkalie, l'un des kraïs de la fédération de Russie. Le gouverneur sortant Aleksandr Ossipov brigue un second mandat.

## Contexte

### National
L'actualité russe est marquée par l'invasion russe de l'Ukraine depuis 2022 ainsi que par la réélection de Vladimir Poutine en mars 2024, élection considérée comme non-libre. Le principal dirigeant de l'opposition russe, Alexeï Navalny, emprisonné depuis 2021, meurt en détention en février 2024.

### Régional
Aleksandr Ossipov, ancien premier vice-ministre chargé du développement de l'Extrême-Orient et de l'Arctique, a été nommé gouverneur par intérim du kraï de Transbaïkalie en octobre 2018. Ossipov a remplacé la gouverneure sortante Natalia Jdanova, qui a démissionné à sa propre demande trois ans avant la fin de son premier mandat. La démission de Jdanova était principalement attribuée aux faibles performances en matière de développement socio-économique, à la baisse des taux de popularité et aux mauvais résultats de Russie unie aux élections régionales de 2018.
L'Assemblée législative du kraï de Transbaïkalie a modifié la loi électorale en mars 2019, permettant aux candidats indépendants de se présenter aux élections au poste de gouverneur. Ossipov s'est présenté pour un mandat complet en tant qu'indépendant et a remporté une écrasante majorité avec 89,61 % contre trois candidats de partis mineurs, les candidats des principaux partis d'opposition (KPRF, LDPR, Russie juste) étant absents du scrutin.
En avril 2024, lors d'une réunion avec le président Vladimir Poutine, le gouverneur a annoncé son intention de briguer un second mandat et a reçu le soutien de Poutine.

## Système électoral
Le gouverneur est élu au scrutin uninominal majoritaire à deux tours pour un mandat de cinq ans. Est déclaré élu le candidat ayant recueilli la majorité absolue au premier tour. À défaut, les deux candidats arrivés en tête s'affrontent au second tour, et celui recueillant le plus de voix l'emporte.
Dans le kraï, les candidats ne peuvent être nommés que par des partis politiques enregistrés. Le candidat à la tête de la république doit être citoyen russe et âgé d'au moins 30 ans. Les candidats à la tête ne doivent pas avoir de citoyenneté étrangère ni de permis de séjour. Chaque candidat, pour être inscrit, doit recueillir au moins 8 % des signatures des membres et chefs de municipaliés. En outre, les candidats auto-désignés devraient recueillir 0,5 % des signatures des habitants du kraï de Transbaïkalie. Les candidats présentent également 3 candidatures au Conseil de la fédération et le vainqueur de l'élection nomme plus tard l'un des candidats présentés.

## Candidats

### Déposés
| Candidat et parti politique                  | Candidat et parti politique | Candidat et parti politique | Expérience                                                                     | Statut |
| -------------------------------------------- | --------------------------- | --------------------------- | ------------------------------------------------------------------------------ | ------ |
| Valrry Afitsinski Les Verts                  |                             |                             | Ancien membre de la Douma de Tchita (2014-2019)                                | Nommé  |
| Iouri Grigoriev SRZP                         |                             |                             | Membre de la Douma d'État (2021-présent)                                       | Nommé  |
| Natalia Kotchergina Indépendante             |                             |                             | Membre de la Chambre civique du kraï de Transbaïkalie (2016-présent)           | Nommé  |
| Konstantin Korosteliov Communistes de Russie |                             |                             | Ancien membre de l' Assemblée législative du kraï de Transbaïkalie (2018-2023) | Nommé  |
| Aleksandre Ossipov Indépendant               |                             |                             | gouverneur sortant du kraï de Transbaïkalie (2018-présent)                     | Nommé  |
| Viatcheslav Palchine Indépendant             |                             |                             | Directeur de maison de jeunesse                                                | Nommé  |
| Valentina Podoïnitsyna Indépendante          |                             |                             | Ancien membre de la Douma de l'oblast de Tchita (2000-2008)                    | Nommé  |
| Gueorgui Chiline Parti libéral-démocrate     |                             |                             | Membre de l'Assemblée législative du kraï de Transbaïkalie (depuis 2013)       | Nommé  |

### Déclarés
- Maksim Chipitsyne (KPRF), ancien premier procureur adjoint du kraï de Transbaïkalie (2009-2021) [9]

## Résultats
| Candidats                | Candidats                | Partis                   | Votes   | %     |
| ------------------------ | ------------------------ | ------------------------ | ------- | ----- |
|                          | Aleksandr Ossipov        | Indépendant              | 274 444 | 82,27 |
|                          | Gueorgui Chiline         | Parti libéral-démocrate  | 24 806  | 7,44  |
|                          | Konstantine Krostelev    | Communistes de Russie    | 15 617  | 4,68  |
|                          | Valery Afitinski         | Les Verts                | 10 716  | 3,21  |
| Votes valides            | Votes valides            | Votes valides            | 325 583 | 97,60 |
| Votes blancs et nuls     | Votes blancs et nuls     | Votes blancs et nuls     | 8 004   | 2,40  |
| Total                    | Total                    | Total                    | 333 587 | 100   |
| Abstention               | Abstention               | Abstention               | 426 070 | 56,09 |
| Inscrits / participation | Inscrits / participation | Inscrits / participation | 759 657 | 43,91 |